# Третий Нанкинский мост
Третий Нанкинский мост (кит. 南京长江三桥) — мост, пересекающий реку Янцзы, расположенный на границе районов Байся и Пукоу города субпровинциального значения Нанкин; 17-й по длине основного пролёта вантовый мост в мире (11-й в Китае). Является частью скоростных автодорог G42 Шанхай—Чэнду и G2501 Кольцевая дорога Нанкина.

## Характеристика
Мост соединяет районы Байся (на восточном берегу реки Янцзы) и Пукоу (на западном берегу), соединив соответственно центральную и периферийную части города Нанкин.
Длина моста — 1 288 м, мостового перехода (с подходами) — 4 744 м. Представляет из себя двухпилонный вантовый мост с основным пролётом длиной 648 м. Вантовая секция моста сменяется двумя секциями (с обеих сторон) балочной конструкции, затем идут мостовые подходы. Дополнительные пролёты вантовой секции два по 257 м, балочной — два по 63 м. Высота основных башенных опор — 215 м.
Мост является третьим мостом через реку Янцзы в городе Нанкин. На время открытия мост являлся третьим в мире вантовым мостом по длине основного пролёта.
Имеет 6 полос движения (по три в обе стороны).
Строительство моста обошлось в 490 млн долларов США за счет государственного и частного секторов. Мост был спроектирован проектно-конструкторским институтом (часть Министерства путём сообщения КНР).